# Kjerkøya
Kjerkøya est une localité du comté de Nordland, en Norvège.

## Géographie
Administrativement, Kjerkøya fait partie de la kommune de Vega.